# To the Sky
A To the Sky (magyarul: Az égig) egy dal, amely Észak-Macedóniát  képviselte a 2014-es Eurovíziós Dalfesztiválon, Koppenhágában. A dalt a macedón származású Tijana adta elő angol nyelven.
A dalt egy 2014. február 22-én rendezett tévéshow keretében mutatták be a macedón köztelevízióban.
A dalt Koppenhágában először a május 8-i második elődöntőben adták elő, fellépési sorrendben tizenegyedikként a fehérorosz TEO Cheesecake című dala után, és a svájci Sebalter Hunter of Stars című dala előtt. A szavazás során 33 pontot szerzett, amivel a 13. helyen végzett - ez nem volt elegendő a döntőbe jutáshoz.

## Külső hivatkozások
- Dalszöveg
- A To the Sky című dal előadása a macedón dalbemutató showban
- A dal első próbája a koppenhágai arénában
- A dal második próbája a koppenhágai arénában
- A dal előadása az Eurovíziós Dalfesztivál második elődöntőjében